# Micheldorf (Bad Berneck im Fichtelgebirge)
Micheldorf ist ein Gemeindeteil der Stadt Bad Berneck im Fichtelgebirge im Landkreis Bayreuth (Oberfranken, Bayern). Micheldorf liegt in der Gemarkung Rimlas.

## Geografie
Der Weiler liegt auf einem Höhenzug des Fichtelgebirges und ist von Acker- und Grünland umgeben. Eine Anliegerstraße führt 500 Meter östlich zu einer  Gemeindeverbindungsstraße, die nördlich nach Rimlas bzw. südlich nach Bad Berneck zur Bundesstraße 303 verläuft.

## Geschichte
Micheldorf wurde im Jahr 1256 erstmals urkundlich erwähnt.
Gegen Ende des 18. Jahrhunderts bestand Micheldorf aus 7 Anwesen (1 Halbhof, 3 Drittelhöfe, 2 Viertelhöfe, 1 Söldengütlein). Die Hochgerichtsbarkeit stand dem bayreuthischen Stadtvogteiamt Berneck zu. Die Dorf- und Gemeindeherrschaft sowie die Grundherrschaft über sämtliche Anwesen hatte das Kastenamt Gefrees.
Von 1797 bis 1810 unterstand Micheldorf dem Justiz- und Kammeramt Gefrees. Infolge des Ersten Gemeindeedikts wurde Micheldorf dem 1812 gebildeten Steuerdistrikt Berneck zugewiesen. Zugleich entstand die Ruralgemeinde Micheldorf. Sie war in Verwaltung und Gerichtsbarkeit dem Landgericht Gefrees zugeordnet und in der Finanzverwaltung dem Rentamt Gefrees. Mit dem Zweiten Gemeindeedikt (1818) wurde sie in die Ruralgemeinde Rimlas eingegliedert. Im Zuge der Gebietsreform in Bayern wurde die Gemeinde Micheldorf am 1. Januar 1978 in Bad Berneck im Fichtelgebirge eingegliedert.

### Einwohnerentwicklung
| Jahr      | 001818 | 001819 | 001861 | 001871 | 001885 | 001900 | 001925 | 001950 | 001961 | 001970 | 001987 |
| Einwohner | 50     | 58     | 69     | 57     | 57     | 54     | 46     | 56     | 28     | 27     | 25     |
| Häuser    | 7      |        |        |        | 8      | 8      | 6      | 6      | 6      |        | 6      |
| Quelle    | [ 7 ]  | [ 10 ] | [ 11 ] | [ 12 ] | [ 13 ] | [ 14 ] | [ 15 ] | [ 16 ] | [ 17 ] | [ 18 ] | [ 1 ]  |

## Religion
Micheldorf ist seit der Reformation evangelisch-lutherisch geprägt und bis heute nach (Bad) Berneck gepfarrt.